# 崇明岛
31°39′43″N 121°28′41″E / 31.66194°N 121.47806°E

崇明岛

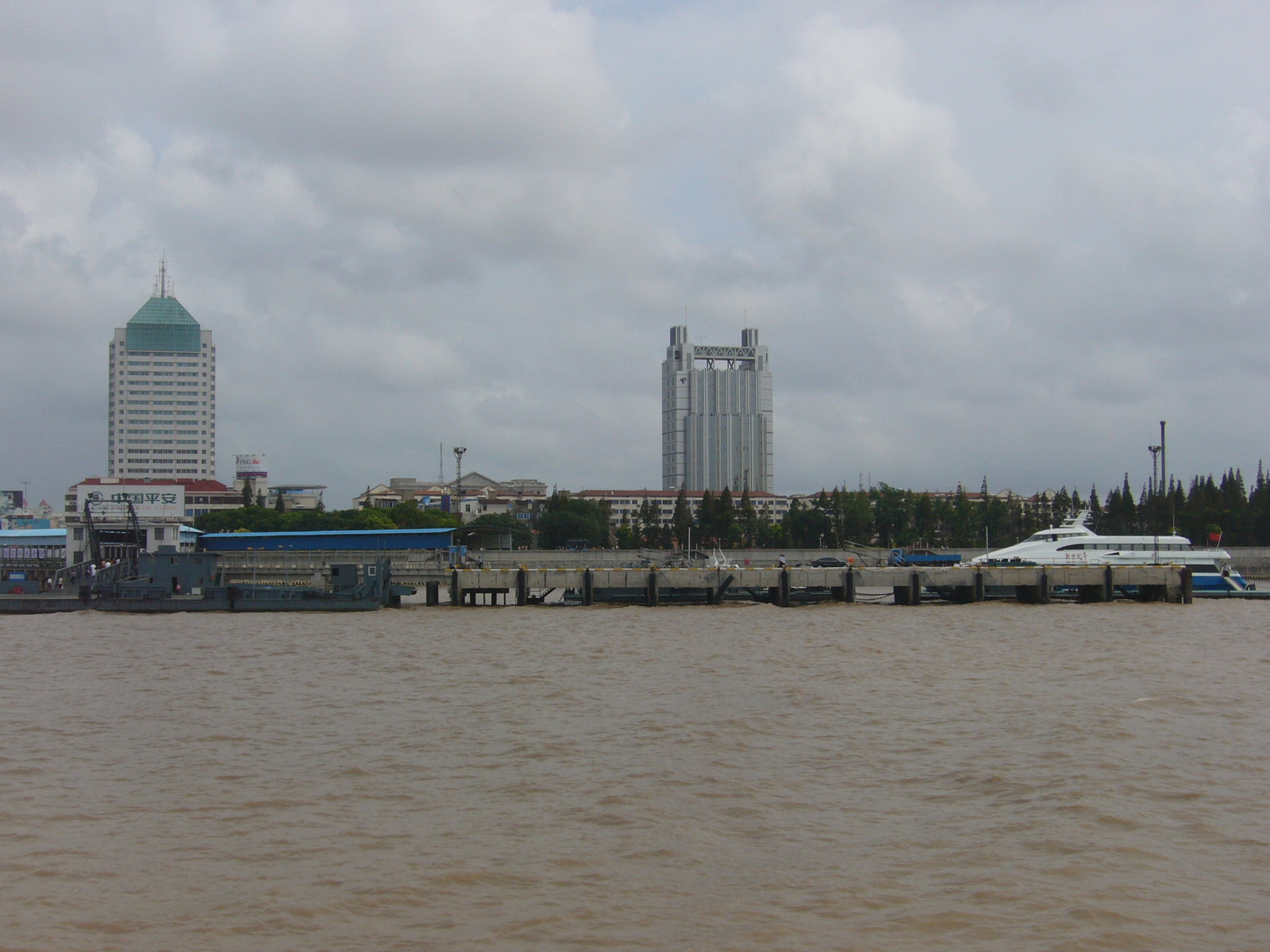
崇明島南门港

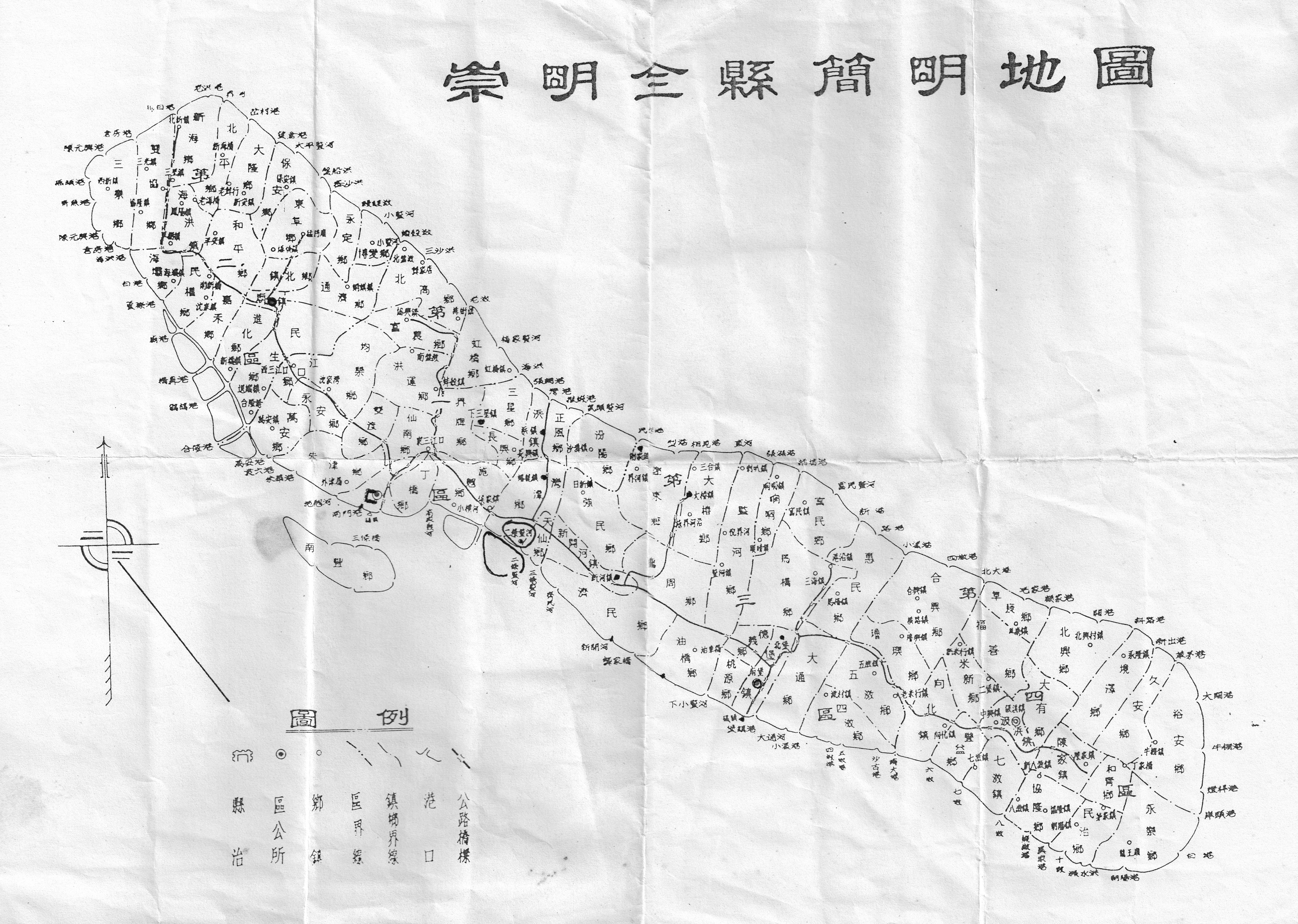
民国时期崇明全縣簡明地圖

崇明岛位于西太平洋沿岸中国海岸线的中点地区，為中华人民共和国的第三大島嶼（實際管轄為第二大），地处中国最大河流长江入海口，是亞洲第一大、世界面积第二大的河口冲积岛。明清以来，崇明岛属崇明县管辖，目前崇明岛大部分地区属于上海市崇明区管辖，常住人口66万，区政府驻城桥镇，但是有极少一部分（约28平方公里）分属江苏省南通市海门区海永镇和启东市启隆镇管辖。

## 名称由来
“崇”为高，“明”为海阔天空，“崇明”意为高出水面而又平坦宽阔的明净平地。

## 地理
崇明島是中國國家地質公園，公園範圍涵蓋整個崇明島，東西长約76公里，南北宽約13～18公里，面積約1200平方公里。崇明島有“長江門戶、東海瀛洲”之稱。全島三面環江，一面臨海，東瀕東海，南與上海浦東新區、寶山區及江蘇省太倉隔水相望，西、北以長江與江蘇省海門、啟東一衣帶水。
全岛面积1,225平方公里，东西长80公里，南北宽13至18公里，為中國大陸地區實際管轄之第二大島，面積次於海南島。岛上地势平坦，无山岗丘陵，西北部和中部稍高，西南部和东部略低。90%以上的土地标高（以吴淞标高0米为参照）在3.21米至4.20米之间。岛屿地理位置在东经121°09′30″至121°54′00″，北纬31°27′00″至31°51′15″，地处北亚热带，气候温和湿润，年平均气温15.2℃，日照充足，雨水充沛，四季分明。

## 历史
崇明岛于唐武德元年（618年）露出水面，形成江中的两个小沙洲，称为东沙和西沙，有江苏丹阳、句容等地迁来居民，迄今已有1300多年历史。唐神龙元年（705年），始建立崇明镇於西沙。宋朝時又堆積出姚刘沙、马家浜、平洋沙等沙洲，隨著時間的流逝，许多沙岛依次北靠或被冲坍消失了，東沙、西沙逐渐崩塌，後來又有长沙，今日之崇明島是長江泥沙所累積出來的。由于长江携带的大量泥沙淤积，崇明岛每年以143米的速度向东海延伸，增加土地约487公顷。

## 气候与特产
崇明岛大气污染程度较轻微，水、土地也较净化，加之气候属北亚热带，温度适中，四季分明，光照充足，有利于多种农作物生长。崇明岛自1950年代开始被大面积围垦，成为上海的最主要的商品粮产地。崇明岛以蟹多出名，品種是譬如崇明老毛蟹的中华绒鳌蟹，而且阳澄湖的大闸蟹的蟹苗也来自崇明，故崇明又有“蟹岛”之名。崇明岛有许多名、优、特、稀产品，如面丈鱼、凤尾鱼、刀鱼、甜芦粟、包瓜、鳗鱼、对虾、白山羊、老白酒、黄金瓜、芦笋、食用菌、崇明大白菜等。

## 自然保护
无数鸟类到岛上沙栖息、觅食。崇明东滩为中国鸟类国家级自然保护区。

## 交通
崇明岛东南和南面的上海市区通过上海长江隧桥相连，崇明岛西北经崇启大桥连接江苏启东。另外还有轮渡运营。岛内有公共汽车线路。同时，上海轨道交通22号线（崇明线）二期已经开始招标工作，未来将有地铁连接上海市区。